# گالوست گابریلیان
گالوست گورگی گابریلیان (ارمنی: Գալուստ Գևորգի Գաբրիելյան؛ زاده ۱۶ آوریل ۱۹۰۵ - درگذشته ۱۴ ژوئیه ۱۹۶۹) یک خواننده اهل ارمنستان بود.

## زندگی‌نامه
وی در ۱۶ آوریل ۱۹۰۵ در کوتائیسی به دنیا آمد و از کنسرواتوار دولتی چایکوفسکی مسکو فارغ‌التحصیل شد. بین سال های ۱۹۳۸ تا ۱۹۵۹ گابریلیان تک‌خوان تالار اپرای ایروان بود. وی برنده جوایزی همچون هنرمند مردمی ارمنستان شوروی شد. گابریلیان در ۱۴ ژوئیهٔ ۱۹۶۹ در سن ۶۴ سالگی در تفلیس درگذشت و در ایروان به خاک سپرده شد.

## جستارهای ویژه
- فهرست خوانندگان ارمنی
- فهرست ارمنی‌های گرجستان